# Kathedrale von Ibiza

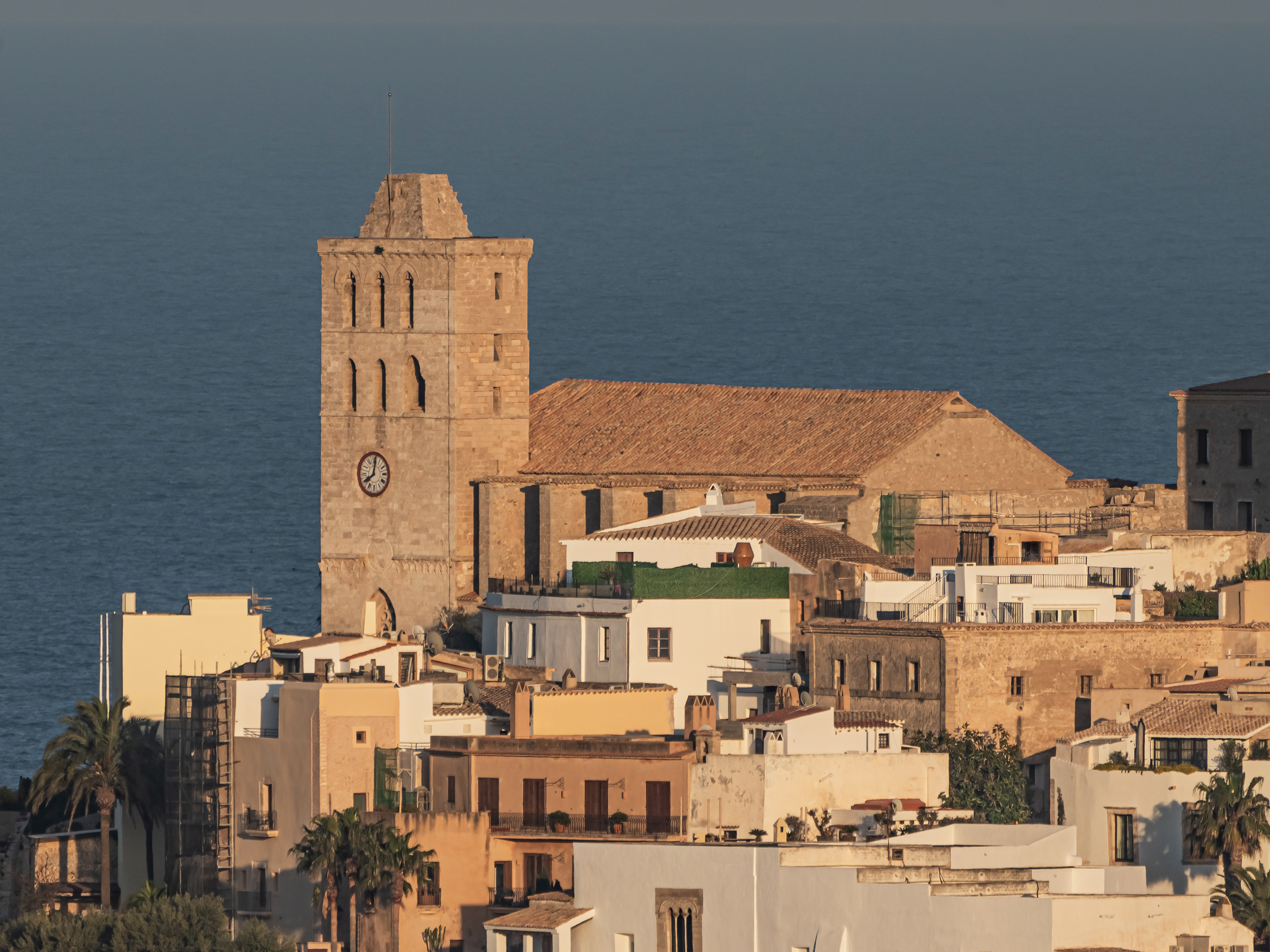
Blick auf die Altstadt mit der Kathedrale

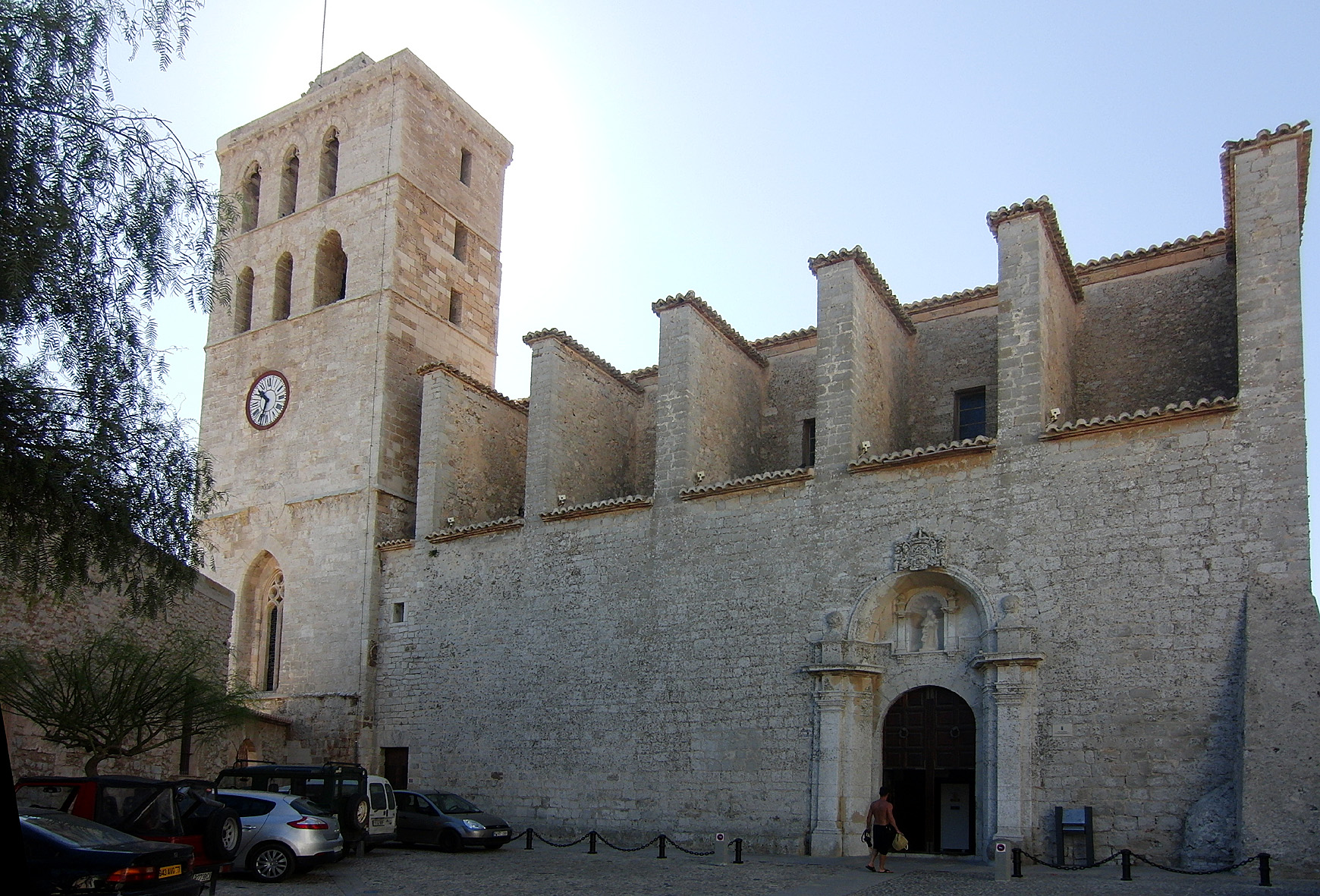
Hauptfassade der Kathedrale mit dem Eingangsportal

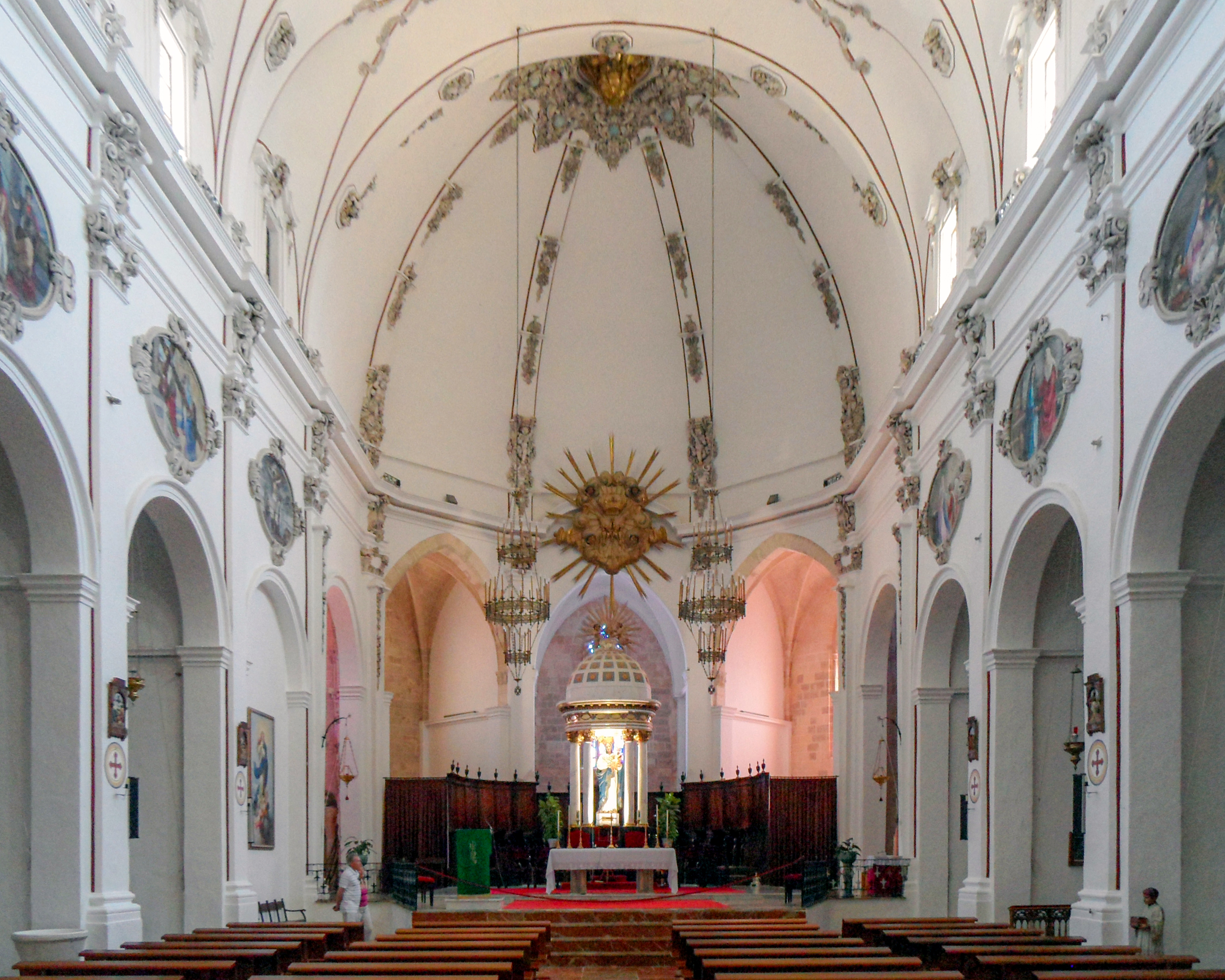
Inneres der Kathedrale

Die Kathedrale von Ibiza (katalanisch Catedral de la Verge de les Neus o d’Eivissa) ist die Hauptkirche des Bistums Ibiza auf der gleichnamigen Baleareninsel. Sie gehört mitsamt der umgebenden Festungsanlage und der Altstadt (Dalt Vila) seit dem Jahr 1999 zum UNESCO-Welterbe.

## Geschichte
Nach der Rückeroberung (reconquista) der seit Jahrhunderten von den Mauren besetzten Insel Ibiza im Jahr 1235 durch das Königreich Aragón unter der Führung von Jakob I. sollte – wie zuvor vereinbart – mit dem Bau einer Bischofskirche, die nach dem Fest Maria Schnee Santa María de las Nieves genannt wurde, begonnen werden. Möglicherweise benutzte man jedoch zunächst die an der höchsten Stelle der Stadt gelegene islamische Moschee weiter und der eigentliche Beginn der Arbeiten lag erst im späteren 13. Jahrhundert (vielleicht zur Zeit des im Jahr 1276 ausgerufenen Königreichs Mallorca); jedenfalls fällt die Fertigstellung des Bauwerks erst in das 14. Jahrhundert. Ein Bischof wurde jedoch päpstlicherseits nicht ernannt und so gehörte die Kirchengemeinde lange Zeit zum Erzbistum Tarragona. Das Bistum Ibiza wurde erst am 30. April 1782 durch Papst Pius VI. mit der Apostolischen Konstitution Ineffabilis Dei errichtet und dem Erzbistum Tarragona als Suffragandiözese unterstellt.

## Architektur
Die nur einschiffige Kathedrale von Ibiza trägt sowohl spätromanische (Glockenturm), als auch gotische (Langhaus) und sogar barocke Züge (Kirchenschiff); ob dies im Einzelnen dem tatsächlichen Baufortschritt entspricht, ist allerdings ungeklärt. Ungewöhnlich ist die Platzierung des im Grundriss trapezförmigen und wohl auch als Wachturm genutzten Glockenturms auf der Südseite der Apsis. Unklar ist auch die Zeit der über den Seitenschiffen angebrachten Stützkonstruktionen – gotisches Strebewerk wäre jedenfalls geöffnet. Das gewölbte Kirchenschiff mit seinen Seitenkapellen wurde im 18. Jahrhundert tiefgreifend umgestaltet; auch die – gemäß der Überlieferung – bereits kurz nach der Rückeroberung fertiggestellte Cyriacus-Kapelle war von dem Umbau betroffen. Während die Seitenkapellen unbelichtet sind, empfängt das Mittelschiff durch hochgelegene barocke Rechteckfenster sein Licht.

## Ausstattung
In den Seitenkapellen, die meist von den wohlhabenden Familien der Stadt gestiftet und unterhalten wurden, befinden sich Grabplatten, unterhalb derer wichtige Angehörige der jeweiligen Familien ruhen. In einem gläsernen Sarg gleich hinter dem Eingang liegt eine Christusfigur (yacente), die alljährlich bei einer Prozession in der Karwoche mitgeführt wird. Der große steinerne Altarbaldachin birgt eine im Jahr 1937 geschaffene Madonnenfigur mit Jesuskind.